# Halálközeli élmény

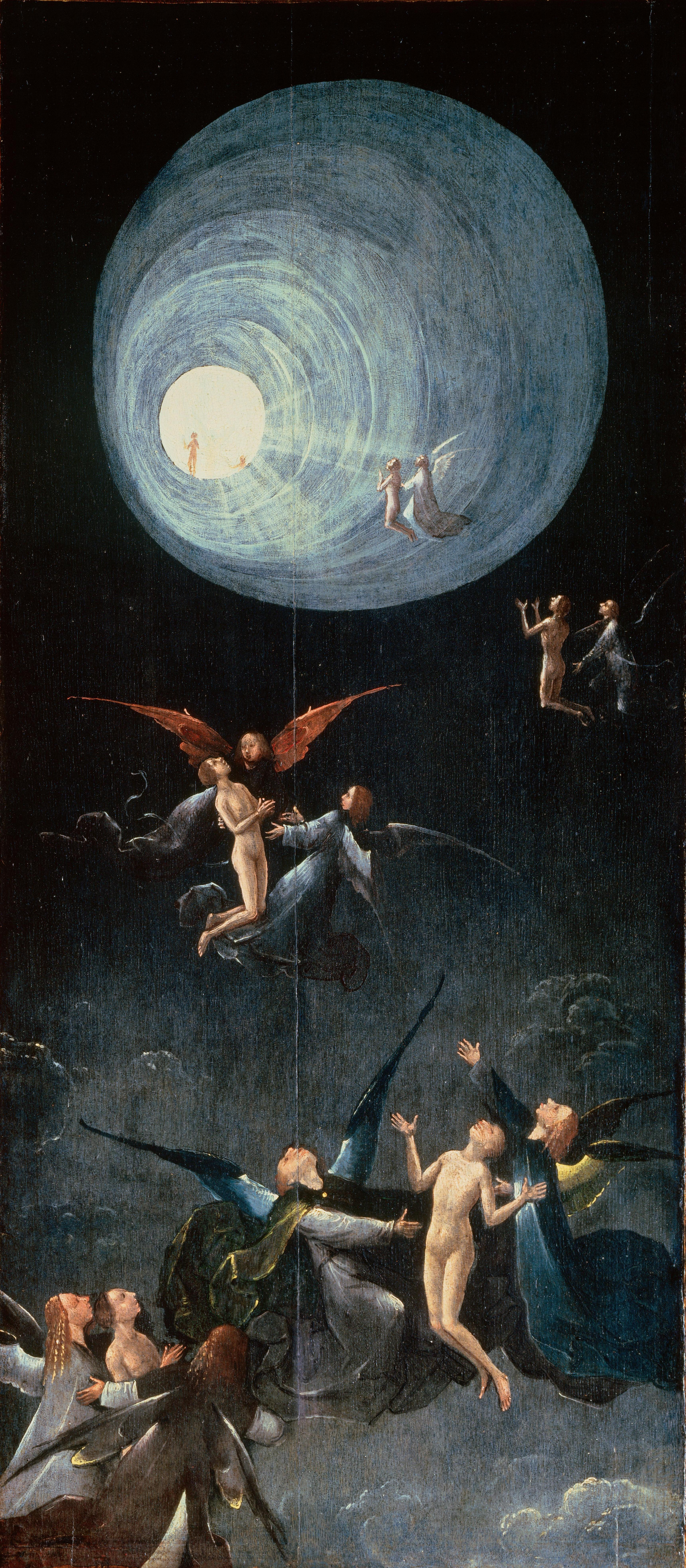
Hieronymus Bosch: "Mennybemenetel" (Vlucht naar de hemel) című festménye

A halálközeli élmények (angolul: Near-Death Events, NDE vagy Near-Death Experience NDE) olyan emberi tapasztalatok, melyekről a klinikai halálból visszatért személyek számolnak be.

## Mottó
Megvilágosult család fia/lánya … rigpád elválaszthatatlan fény és üresség, nagy fénykiterjedésként létezik; születésen vagy halálon túl, nem más, mint a változatlan fény Buddhája.

## A tudományos kutatás kérdése a halálközeli élmények esetében
Ezen élmények nagy része túlmutatni látszik a tudomány jelenlegi ismereti körén, ezzel együtt az NDE tudományos módszerekkel is megközelíthető, azaz nem utasítható a vallási eszmék és misztikumok tárgykörébe. Megállapodás szerint a tudományos vizsgálatok alapját olyan jelenségek képezik, amelyek egymástól függetlenül, tértől és időtől függetlenül is megismételhetők vagy megismétlődnek (pl. a felhők villámait nem tudjuk megismételni, mégis mindannyian tapasztaljuk), rendszeresen, bizonyos gyakorisággal bekövetkeznek és modellezhetők, valamint valamilyen rendszert, belső logikát követnek. Az NDE esetek egészére nézve ezen definíciók teljesülnek. Másrészt a halálközeli élmények vizsgálata nagyon korlátozott, mivel kísérletes úton nem idézhetők elő, számos morális, etikai megfontolás és józan emberi belátás miatt. Ennek ellenére a "visszatért" személyek beszámolóinak tudományos igényű gyűjtése és elemzése folyamatos vizsgálatok tárgya és jelenleg a főbb pszichológiai és neuropszichológiai iskolák többsége elfogadja a jelenség létezését, szemléletük különbözőségei miatt azonban más és más interpretációkkal találkozhatunk.
”

## A jelenség ismeretének története

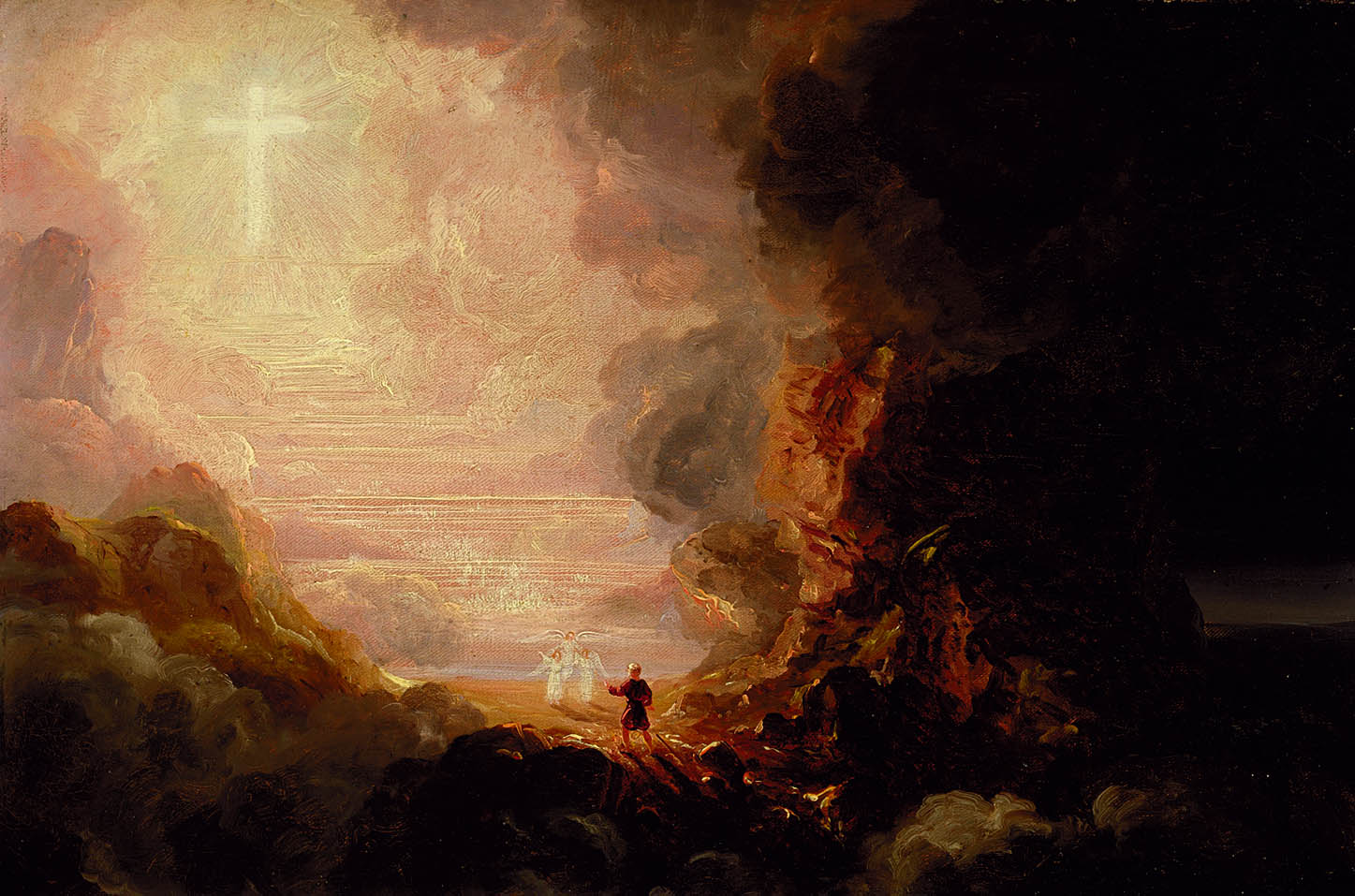
Thomas Cole festménye („A kereszt zarándoka utazásának végső állomásán”)

A halálközeli élmények modern kori fogalmának atyjának Raymond Moody (1944–), amerikai pszichiátert tartják. Elisabeth Kübler Ross (1926–2004) és Carl Gustav Jung (1875–1961) munkássága legalább annyira meghatározó volt, mint Moody alapvetően figyelemfelkeltő és népszerűsítő munkássága.
A jelenségkör története azonban sokkal régebbi, mint amióta a nyugati világ tudatában él. Az egyiptomi halottaskönyv vagy a Tibeti halottaskönyv (Tanácsok Haldoklóknak és születőknek, ZAB-CHOS ZHI KHRO DGONGS-PA RANG-GROL. BAR-DO THOS-GROL CHEN-MO, Kr. u. VIII. században keletkezhetett, de sokkal korábbi szájhagyományok és későbbi toldások útján) már több ezer évvel a jelen előtt részletes leírást adtak a ma NDE-nek nevezett jelenségről, a haldoklásról és a halálközeli állapotról. Ezen leírások legfontosabb érdekessége az, hogy számos elemükben megegyeznek a "modern" kori NDE-beszámolók elemeivel. (→lásd alul Történelmi beszámolók valószínűleg halálközeli élményekről)
A jelenségről személyes élmények formájában beszámolt többek között a híres krimi-regényíró, Sir Arthur Conan Doyle, a tanatológia létrehozójaként ismert svájci pszichiáternő, Dr. Elisabeth Kübler-Ross, a (számos más elmélet mellett) kollektív tudat elméletének megalkotója, Carl Gustav Jung (Emlékek, álmok, gondolatok), Katherine Anne Porter (Fakó ló fakó lovasa), Móra Ferenc (Amikor én az égben jártam), a sarkkutató Richard Byrd (Egyedül) és maga Raymond Moody is, valamint Dawa Drolma és Lingza Csokji lámák, s sokan mások.
Számos személy esete vált híressé az angolszász nyelvterületen, akik más szempontból "ismeretlen", hétköznapi emberek voltak (lettek volna). Az alábbiakban egy csokorra való név olvasható:
Allan Kellehear, John Jay Harper, David San Filippo, Susan Blackmore, Kenneth Ring, David Oakford, George Ritchie, Howard Storm, Mellen Benedict, P.M.H. Atwater, Christian Andréason, Jayne Smith, Lynnclaire Dennis, Ned Dougherty, Dianne Morrissey, Juliet Nightingale, Guenter Wagner, RaNelle Wallace, Josiane Antonette, Laurelynn Martin, Grace Bubulka, Ricky Randolph, Linda Stewart, Karen Schaeffer, Kimberly Sharp, Brian Krebs, Daniel Rosenblit, Tiffany Snow Bruce Greyson, Melvin Morse, Michael Sabom, Peter Fenwick, Sam Parnia, Pim van Lommel, Jeff és Jody Long, Harold Widdison, Barbara Rommer, Barbara Harris Whitfield, Kimberly Clark Sharp, Ian Stevenson, Ken Vincent, Evelyn Elsaesser-Valarino.

## A halálközeli élmények állandó elemei

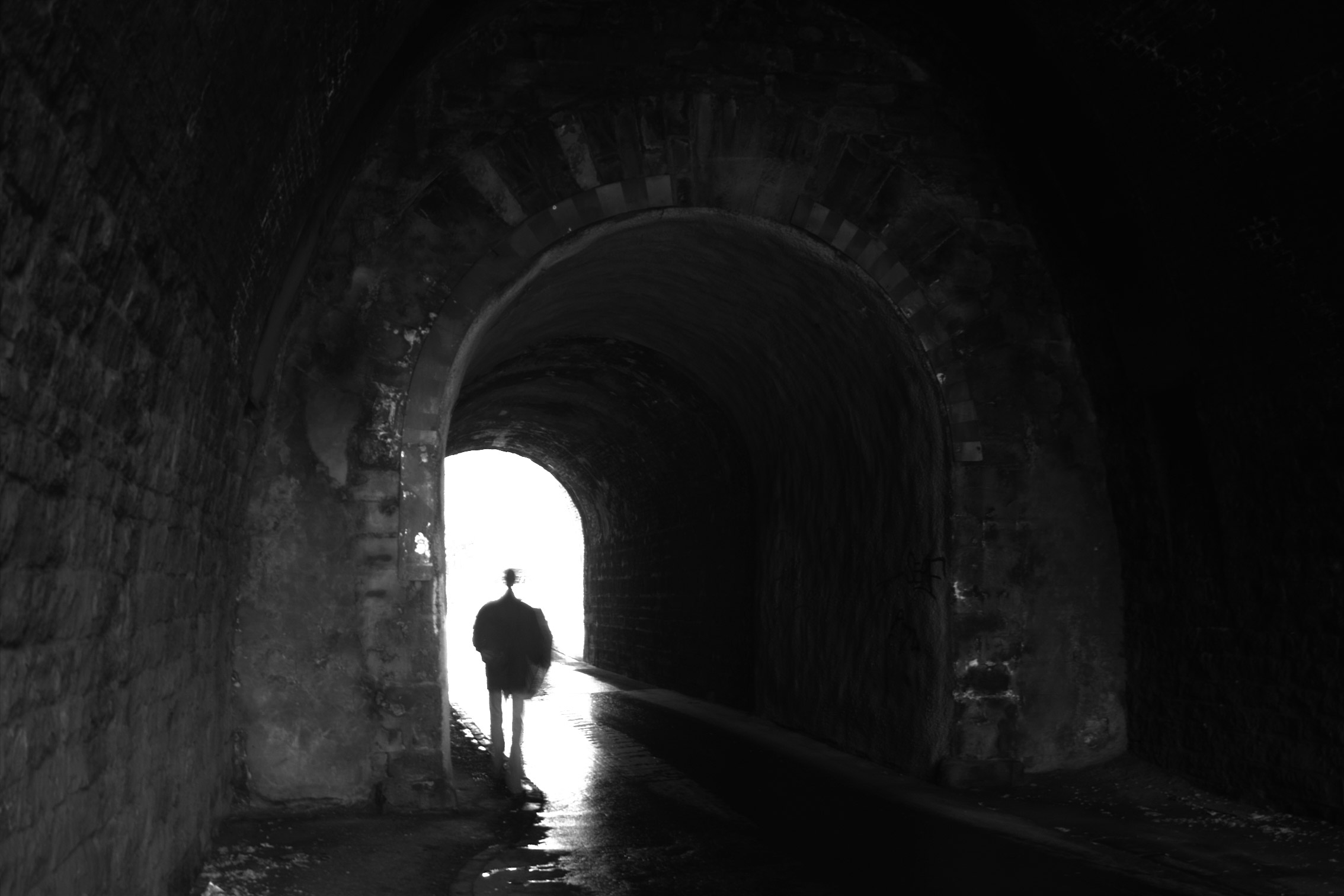
„Fény az alagút végén” („Licht am Ende des Tunnels“)

A klinikai orvostudomány, az intenzív terápia fejlődésével párhuzamban egyre többen élnek túl olyan állapotokat, amelyekbe korábban belehaltak volna, továbbá egyre több időt töltenek el emberek olyan mély eszméletlenségben (lásd: kóma), amely állapotokból a korábbi évszázadokban nem lett volna visszatérés. Ami a jelenség alapos vizsgálatát elindította, hogy felfigyeltek arra, hogy a klinikai halál állapotából visszatérő személyek nagyban hasonló tapasztalatokról számolnak be korra, nemre, vallási-világnézeti beállítódásra tekintet nélkül. A beszámolók az alábbi állandó elemekből építkeznek (kivételek mindig akadhatnak):
1. testenkívüliség élménye, a "meghalás" tényének tudatosodása, a kórházi személyzet vagy a baleseti körülmények és a saját test külső megtapasztalása. Tiszta tudat, szikrázóan éles érzékelés, "anyagtalan test" állapot, lebegés, esetleg időnélküliség érzete.
2. áthaladás egy sötét alagúton, melynek végén egy „fénylény”, azaz egy szikrázóan fénylő szellemi lény, entitás vár rájuk. Vallástól függően értelmezik személyét vagy egyszerűen egy "sugárzó szeretetű" lény jelenlétéről számolnak be. Hieronymus Boschnak létezik egy gyakran idézett képe, amire jól illik ez a leírás.
3. találkozás elhunyt rokonokkal, ismerősökkel, minden rettegés, szorongás nélkül, euforikus állapot.
4. az "életfilm" megtekintése, egyfajta panorámaszerűen megjelenő folyamatként, ahol az illető megtekintheti és ténylegesen át is élheti életét és tetteinek következményeit - mások szemszögéből is.
5. ennél tovább legtöbben nem jutnak el, a visszatérés mellett döntenek vagy felszólítják őket erre, aminek nem szívesen tesznek eleget és végül a testükben térnek magukhoz.
Raymond Moody: Élet az élet után (Life after life) c. könyvének felsorolása több fázisra tagolja a jelenséget, de a lényege ugyanaz:
1. Kellemetlen hang/zaj hallása az első észlelet.
2. A halál állapotának felismerése.
3. Boldogság és nyugalom.
4. Testenkívüliség élménye, a lélek a halott test felett lebeg.
5. Egy csatornában való elmerülés, nagy sebességgel való zuhanás egy fényes kijárat felé, amelynek a végén egy csodálatos kert ragyog.
6. Halott rokonok és más szellemi lények jönnek az elhunyt szellemét üdvözölni.
7. Az énérzet megváltozása, feloldódás a szeretettel teli fényben, "fénylénnyé" válás.
8. Az életfilm panorámaszerűen lepereg az elhunyt előtt, esetenként kérdéseket intéz a fény az elhunythoz.
9. Az elhunyt elér egy határt, amit az élet és halál mezsgyéjeként fogalmaz meg.
10. Kellemetlen visszatérés a testbe, valami visszahúzza a lelket a testbe.
11. Felébredés és fájdalom, hideg érzete, s amennyiben az emlék megmarad az eseményről, azzal a "visszatért" nehezen tud mit kezdeni.

Megjegyzendő, hogy személyenként a tapasztalatok köre az egyes szinteken tágulhat-szűkülhet, bizonyos részek kimaradhatnak a memóriákból. Ennek ellenére jellemzően a történet általános váza hasonló.

## Többlet tapasztalatok, a szeretet motívuma
A halál közeli élményekről szóló beszámolók egyik legfontosabb és állandóan visszatérő motívuma egy határtalan szeretettől áradó isteni lény jelenléte, akinek jelenlétében olyan szeretetet élnek meg az érintett személyek, ami nem írható le pusztán az eufória szóval, nem azonos az orgazmus során tapasztalt átéléssel sem. Ez az egyik legfontosabb többlet tapasztalat, ami hiányzik a hallucinogén drogok és az endogén opioidok ingerléséből vagy akár a központi idegrendszer területeinek károsodásából, epilepsziás gócokból vagy közvetlen kontakt elektródás ingerléséből következő eufória vagy moria érzetéből is. Egy másik fontos jelenség, hogy az "életfilm" értékelése morális és etikai szempontok szerint életepizódonként (ha a személy eljut ebbe a stádiumba) és az egyébként erkölcsileg az átlagnál nem fejlettebb személyek is olyan erkölcsi tapasztalatokkal gazdagodnak, amelyek szinte idegenek az élő személyiségtől, de mégis helyes felismeréseket hordoznak magukban (ha konkrétumokra a személy egyáltalán vissza tud emlékezni). Egy másik érdekes jelenség, hogy a személyek tapasztalatai nincsenek tele a hallucinatív tapasztalatokra jellemző félelmetes álomképekkel vagy éppen élénk érzéki tartalmakkal. Az átéltek sem irracionálisak, csak nem felelnek meg a mindennapi világunkban tapasztaltaknak, ugyanakkor bírnak belső logikával. Érdekes, hogy az akusztikus, illetve a kombináltan akusztiko-vizuális hallucinációkban előforduló alakokkal ellentétben a "fénylény" és az "elhunytak szellemei" mindig telepatikusan érintkeznek a klinikai halál állapotába jutott személlyel, amit azok észlelnek és beszámolójukban gyakran hangsúlyozzák is ennek különösségét.

## Azöngyilkosságés az NDE

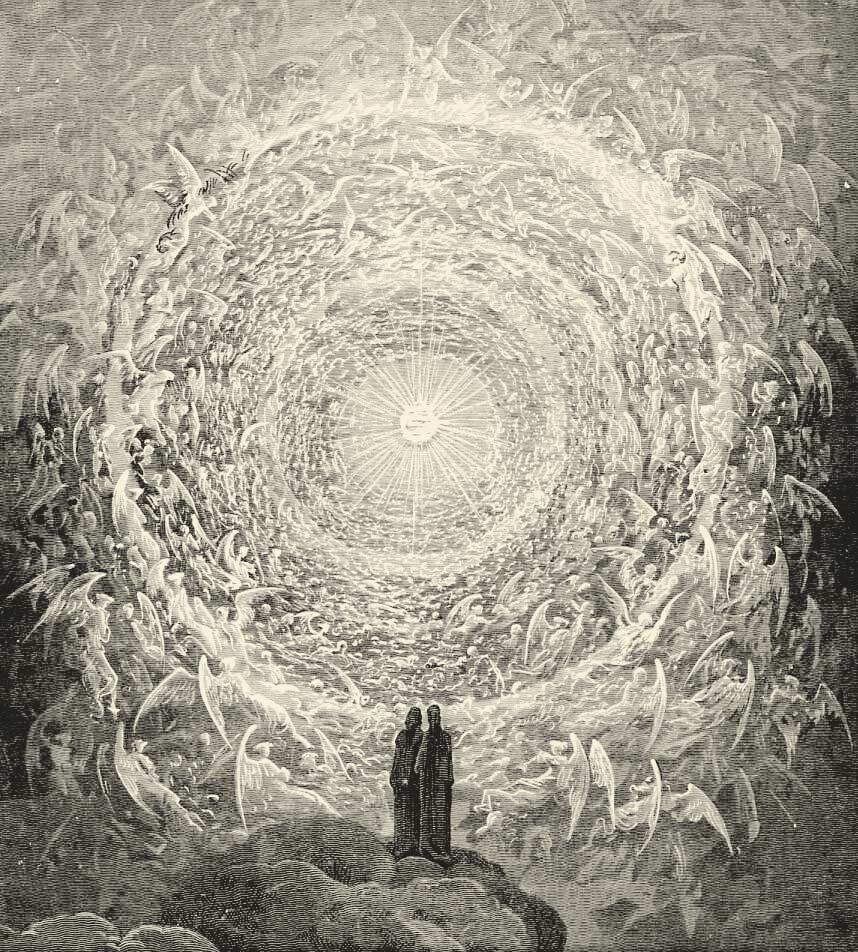
„Dante és Beatrice a legfelső mennyben” Gustave Doré illusztrációja az Isteni színjátékhoz

Az öngyilkossági kísérletekből visszatértek beszámolói jelentik az egyetlen kivételt, a földrészenként egymástól nem sokban különböző halálközeli élménysorokból. Az öngyilkosságot elkövetett személyek egyáltalán nem élnek át kellemes érzéseket a halálközeli élmények észlelése során, bár a testenkívüliség érzése megmarad. Ezek az emberek arról számolnak be, hogy először nem értették, miért vannak tudatuknál, majd frusztrációt éreztek és tehetetlenséget, mert nem tudtak kapcsolatba lépni az élőkkel. Más beszámolók arról emlékeznek meg, hogy az öngyilkosok lelkei a bardó állapotában maradnak a Földön, s nem tudnak szabadulni tettük következményeitől. Néhány személy arról számolt be, hogy ezek a lelkek hiábavalóan esedeznek bocsánatért még élő hozzátartozóiktól és eközben pokolian szenvednek tettük etikai súlyától. Azok a személyek, akik sokáig voltak mély kóma vagy klinikai halál állapotában, ritkán azt is elmondták, hogy az életükben függőségben szenvedő személyek szellemei esetében is hasonlókat tapasztaltak.

## A jelenség függése kortól, nemtől, kultúrától
A tapasztalatok szerint a halálközeli élmények ugyanolyan gyakran érintenek ateistákat, vallásos keresztényeket, muzulmánokat, buddhistákat vagy bárki mást, teljesen függetlenül nemtől, kortól, hittől és világnézettől vagy attól a kortól, amelyben a személy él. Az viszont megfigyelhető, hogy az élmény elmondási módját, a beszámoló értékelését sokban befolyásolhatja az adott személy környezetének világnézete és belső elgondolása a világról. A "fénylény" említése Jézusként, Mohamedkét, Buddhaként, Istenként vagy egyszerűen fényt sugárzó szellemként egyaránt megjelenik a leírásokban.

## Elméletek a jelenség magyarázatára

### Organikus magyarázatok
A hivatalos tudomány az anyag létét tekinti elsődlegesnek és alapfeltevésként elveti minden elsődleges szellemi létezését. A tudomány világfelfogása miatt a halálközeli élmények kutatása az adatgyűjtésre, az agy működésének vizsgálata és pszichológiai elméletalkotásokra terjed ki. (Lásd még: a neuroteológia c. szócikket)

#### Temporális és frontális lebeny epileptikus zavara

Agyi kéregterületek

Számos esetben tapasztalták az agyi temporális epilepsziás gócok aktivitása során a halálközeli élmények néhány elemét, amilyen a testenkívüliség, az időnkívüliség, a déja vu vagy jamais vu és az énidegenség érzete. Ellenben olyan esetek nem ismertek, amikor a jelenség az ismert rendben és belső logika szerint ismétlődött volna meg. Eszerint a temporális lebeny keringési, epileptikus érintettsége során tapasztalható néhány eleme a jelenségnek, de kompletten nem ismétlődik meg. Eufória a temporális és frontális lebeny sérülések során is előfordul, azonban ez a jelenség nem jár egy "szellemi lény" érzetével, nem rendelkezik ilyen aspektussal. Szintén a temporális lebeny és a hippokampusz aktiválásával akár gyerekkori emlékképek is előhívhatók, ebben az esetben azonban nehezen magyarázható anatómiai, topográfiai okokkal, hogy miért pereg az "életfilm" a beszámolókban kronologikus sorrendben, amikor jelenleg nem ismert kronologikus memória-rendszer agyi anatómiai alapja, hanem fogalmi, kategoriális memória csoportokat ismerünk. A temporális epilepsziákban és kísérletes-kuratív műtétek elektromos gócingerlése során vallásos rajongás és miszticisztikus érzetek és vonzódás az ilyen irányú témák iránt is megjelenhetnek.

#### Biokémiai elméletek

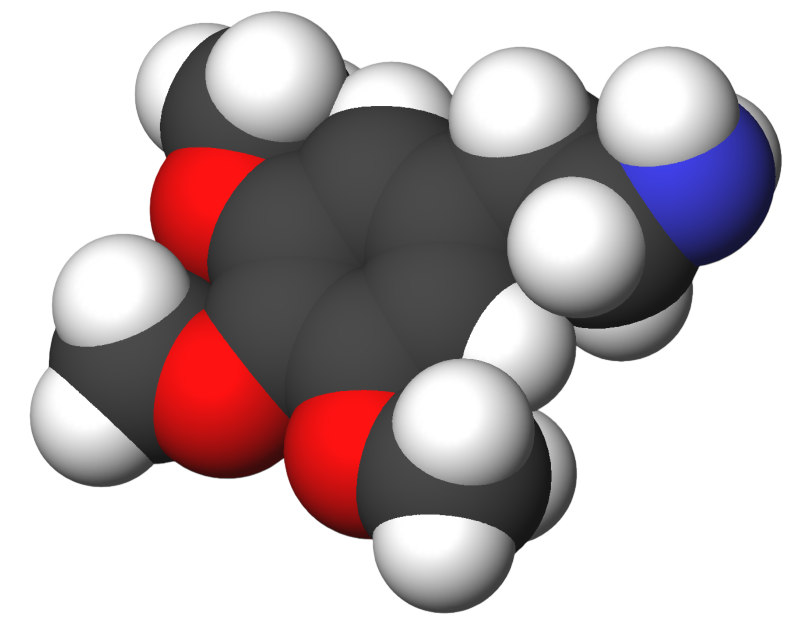
Meszkalin molekula.

Ismert, hogy főként a hallucinogének, mint a psilocibin, meszkalin képesek előidézni komplett, valóságosnak megélt "trip"-eket, utazásokat, amelyekben gyakran megjelennek különös lények, élénk színek és formák. Szintén jellemző ezekre a tapasztalatokra az időnkívüliség vagy az idő különös érzékelésének megélése, a testenkívüliség és esetenként pokoli („bad trip”) vagy gyönyörködtető helyek látása. Ezeket a szereket az azték papok és a szibériai sámánok a túlvilággal való kapcsolatteremtés, jóslás miatt alkalmazták is évezredeken át. A hatás alapja az agy saját receptorrendszerében kereshető, amely valószínűleg a belső szerotoninerg és opioid rendszerre hat közvetlenül, de a pontos neuroendokrinológiai hatás jelenleg is kutatások tárgyát képezi. A komplett eseménysort kiváltani azonban pszilocibinnel vagy meszkalinnal se tudták, ugyanakkor néhányan beszámoltak újjászületés-élményekről, kozmikus egységélményről és testenkívüliségről.
A legfrissebb tanulmány, melyben a szerzők a hallucinációs magyarázat lehetőségét is körbejárják, az Annals of the New York Academy of Sciences című folyóiratban jelent meg. A 14 kutató, orvosok, idegsebészek, pszichiáterek, pszichológusok és a humán tudományok képviselői a világ legelismertebb tudományos intézeteinek tagjai. Fontos megállapításuk, hogy a hallucinációs magyarázatot nem tartják kizárólagosnak, és elképzelhetőnek tartják az élmények valóságosságát. Az egyik legfontosabb megállapításuk a következő: "... bár a vizsgált tanulmányok nem tudták abszolút bizonyítani a betegek halállal kapcsolatos tapasztalatainak és állításainak valóságosságát vagy értelmét, kizárni sem lehet ezeket." 

### Agyi előprogramozottság
Eszerint a magasabb rendű állatokban egy olyan "előre programozott" rendszer alakult volna ki, amely a végső krízishelyzetbe jutott egyedek tudatát foglalta volna le az euforikus, megnyugtató hallucinációkkal, egyfajta elhárítási reakcióként. A magyarázat gyenge pontja az, hogy nem érthető, miért alakult volna ki az evolúció során egy olyan komplett "hallucinációsorozat" az élőlényekben, ami az állat halálának perceiben történne az adott egyed tudatában. Nem érthető, mi lenne egy ilyen rendszernek az evolúciós haszna, amikor az állat evolúciós értelemben már elveszőben van a faj számára.

### Agyi anoxia, hypoxia, laktátacidózis, glutamátfelszaporodás
Ezek az elméletek arra építenek, hogy az agy metabolikus zavara és az ebből következő strukturális változások kapcsán megindul a tudati rendszerek dezorganizációja, s a tudatvesztést követő eszméletlenség helyett a REM-alváshoz némiképp hasonló, de rendezetlen tudati aktivitás jönne létre az egyed halálakor. Eszerint a haldokló idegsejtek, mintegy stresszreakcióként kiszabaduló neurotranszmitterei elárasztanák a testet, s ez vezetne a tudat e különös állapotához. Az elméletnek ellentmondani látszik, miszerint a halál bekövetkeztének legbiztosabb indikátora éppen az EEG-n tapasztalható elektromos csend, az idegsejtek paralízise.

### Pszichológiai magyarázatok

#### Elhárító automatizmusok
Ezek az elméletek elsősorban arra a freudista elgondolásra építenek, miszerint az emberi psziché a halál tényét nem képes elfogadni, s különböző euforikus képekbe, a halott rokonokkal való találkozások képzetéhez kapaszkodik. A neuroendokrin elképzelések szerint ilyenkor szabadulna fel nagy mennyiségű ópiát és saját cannabinoid-anyag.
A behaviorista felfogás szerint az egyén az élete során tanult kulturális mintázatok szerint képzeli el a halált, s ez az elnyomott "halálképzet" aktivizálódik a kritikus pillanatokban. A halálközeli élményekben valóban fellelhetők a vallási világnézeti hatások főként abban, ahogy a "fénylényt" nevezik, illetve milyen névvel illetik. Azonban elgondolkodtató, s erősen a behaviorista felfogás ellen szól az eseménysor nagymértékű kulturális függetlensége.

#### A születés újraélése
Eszerint az emberi psziché legelső, rendkívül durva tapasztalata, a születés olyan mélyen ivódik be az elmébe, hogy az élet utolsó, a születéssel éppen ellentétes folyamatában megismétlődne a születés "csatorna élménye", s ez magyarázná az alagútélmény megélését. A magyarázatban elsősorban az a bökkenő, hogy az alagúton való áthaladás után sosem számoltak be a születés képeiről, holott regresszív hipnózisokban ez az élmény előhívható, valamint a csatorna hossza, tágassága és a hihetetlen sebesség, amiről beszámolnak, sem igen emlékeztet a szülőcsatornában megélt tapasztalatokra. Ennek az elméletnek az egyik szószólója a magyar származású Dr. Feldmár András.

### Vallási és filozófiai magyarázatok
"Lét: az öröklét általunk ismert része." (Ambrose Bierce)
Minden nagyobb vallási irányzat a test és lélek dualizmusán, azaz a valóban, önmagától, a priori létező lélek, szellemi létező feltevéséből, s a legtöbb esetben másodlagosnak tekintett test társulásából indul ki. A részleteket illetően azonban nagy eltérések is megfigyelhetők vallásonként, filozófiánként.

#### Egyiptomi vallás

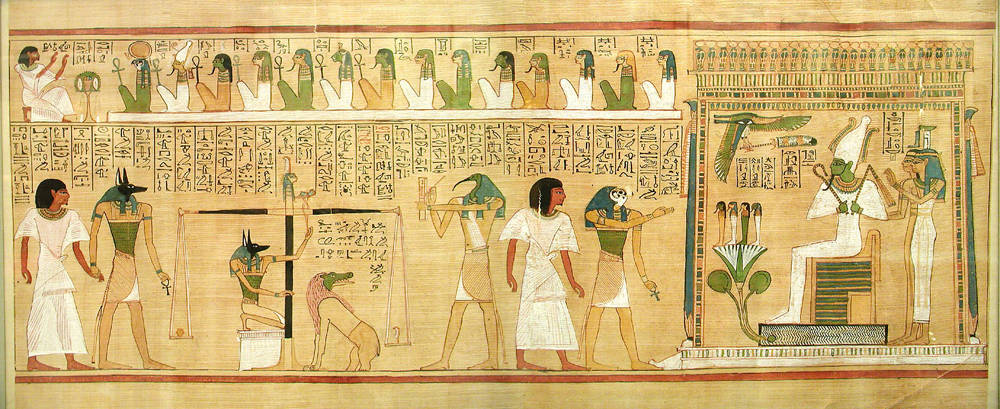
Részlet a Halottak könyve (Ani papirusza). A szív megmérettetése

Az egyiptomi vallás középpontjában a túlvilági élet reménye állt, s e cél érdekében emeltek síremlékeket még életükben, mumifikáltak testeket szinte „ipari méretekben” és irodalmuk, valamint vallásuk központi gondolata is volt egyben ez a törekvés.
Az egyiptomi irodalom egyik legjelentősebb irodalmi műve, a Halottak könyve kifejezetten a halottak útjával foglalkozik. „A nappal történő eljövés mondásai” fordítása az eredeti címnek egyrészt arra utalhatott, hogy a könyv tulajdonosának lelke majdan napvilágra jöhetett sírjából. A másik értelmezés szerint a cím így lenne helyes: „A Fénybe távozottak könyve”, ami pedig valamilyen isteni fénnyel történő egyesülésre utalhat.

A szövegek elmondják, mit kell tudnia az elhunyt lelkének, hogy a rá leselkedő veszélyeket elkerülje és a szív végső megmérettetésén ne bizonyuljon bűnösnek, hogyan beszéljen isteneihez és mit mondjon. Érdekes a párhuzam a Tibeti Halottaskönyvvel, ami 1500 évvel később íródott és szintén intelmeket tartalmaz az elhunyt számára.

#### Abuddhistahit elgondolásai

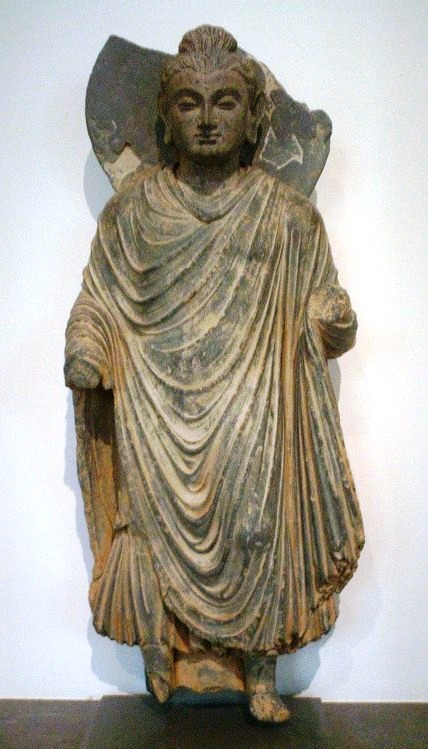
Buddhát életében nem tekintették istennek, hanem olyan személynek, aki elérte azt az erkölcsi, szellemi tisztaságot, hogy egyesülni tudott a Világmindenség Egyazonos lelkével

A buddhista hitrendszer világképének szerves és beágyazott részét képezi a test elhagyása és az ezzel együtt járó testenkívüliség megélése, az átmeneti, szűkebb értelemben vett bardo állapot. A kifejezés azért szerepel dőlt betűvel, mert a tibeti buddhista hit szerint a lélek különböző verzióit nevezik bardóknak, így a halál és a "túlvilág" mezsgyéjén található létállapot csak egyike a számos bardónak. Az alábbiakban a bardót ebben az értelemben látjuk leírva. Bardo az alvás, a meditáció, a megvilágosodás állapota is. Ezért mai szóval leginkább "tudatállapot" kifejezéssel fordíthatnánk, kiterjesztve a szó értelmét annak transzcendentális lehetőségeire is. A buddhista világmagyarázat szerint a tudat a testet csak magára ölti, s az újjászületések sorozatában fejlődve újra és újra születések, majd halálok sorozatán át fejlődik, ameddig el nem éri a szellemi magasság egy olyan fokát, amikor elérve a nirvánát, megszabadul az anyagi világ körforgásától. Lényegében a nirvánát nem a teljes szellemi üresség, tartalomnélküliség állapotaként értelmezik, hanem egy olyan állapotként, amikor a szellem egyesül az egységgel, a világmindenséggel. Az üresség arra vonatkozik, hogy ezt akkor képes megtenni a szellem, amikor minden földi kötődését, vágyát és egóját legyőzte.
A Tibeti halottaskönyv a tárgy szempontjából még érdekesebb részleteket közöl. A könyv eredeti címe Bardo Tödol (Bar-do thos-sgrol), ami annyit tesz, hogy a „a köztes létből hallás útján való megszabadulás”. A könyvet a frissen elhunytak és a még élők tanítása végett írták, hasonló szándékkal, mint az egyiptomi rokon írást. Az elhunyt temetésén részleteket olvasnak fel belőle, mivel hitük szerint az elhunyt tudata jelen van a szertartáson és ezzel igyekeznek útmutatásokat adni neki. A könyv ezenfelül útmutatást ad az életben maradt rokonok és hozzátartozók számára is.
Tibetben ismert egy fogalom, a delok. Delokon azt a személyt értik, aki visszatért a halálból és erről be tud később számolni. Ezek a tetszhalott emberek megjárták a tibeti buddhista túlvilág egy köztes állomását, a bardot, majd visszatérnek tetszhalott állapotukból. A tibeti buddhista mesterek közül sok megjárta állítólag ezt a köztes létet. Mennybeli, pokoli és más helyekre látogatnak ebben az állapotukban, gyakran kísérővel együtt megtéve az utat. A mai beszámolók között is számos akad, ahol "kísérő szellemeket" kaptak a halált megjártak útitársul, aki végig segítette őket. Ezt követően, akárcsak a jelenkori beszámolók szerint, a delokot visszaparancsolják a testébe vagy választás elé állítják, s megbízzák azzal, hogy számoljon be az útravalóul kapott tanításokról, bölcsességekről és a megtapasztaltakról az élőknek. Ilyen bardot megjárt ember volt Dawa Drolma láma, aki 16 éves korában került ebbe az állapotba, majd visszatérve minden ott tapasztaltat lejegyzett, s könyvének az Utazás a halálon túli birodalmakba címet adta. Lingza Csokji szintén női delok volt a 16. században és életrajzában leírta teljes utazását a túlvilágon. Arról számolt be, hogy akárcsak kereszthalála után Jézus, egy nagy jógi leszállt a pokolba, hogy felszabadítsa az ott lévő lényeket.
A Tibeti halottaskönyv így ír a halál fázisairól:
1. A halálközeli élmények többsége a test elhagyásával kezdődik.
2. A halott észleli, hallja és látja a környezetet és halott testét és hallja az ott lévők gondolatait és imáit, esetleg nagy mesterekkel ebben az állapotban is képes kommunikálni.
3. A "létesülés bardojában" a halottak megpróbálnak kapcsolatba lépni az élőkkel és a tárgyakkal, de nem képesek kommunikálni velük vagy akárcsak megmozdítani a tárgyakat. Ebben az állapotban semmi se fáj testi értelemben, a gondolkodás és a közlekedés a gondolat sebességénél fogva pillanatok alatt, elképesztő pontossággal történik.
4. A haldokló találkozik egy rendkívül fényes, tiszta szellemlénnyel, amiben magára ismer.
5. Az elhunyt találkozik más szellemekkel is, akik szintén a bardoban találkoznak vagy azon túl.
6. A halott áttekinti elmúlt életének eseményeit.
7. Túlvilági tájakra kerül, fényes városokat, mennybeli és pokoli helyeket lát, zenét hall („szférák zenéje”).
8. Elér egy határt, ahonnan vagy visszatér az életbe, vagy végképp meghal anyagi értelemben.
9. Kellemetlen és kényszerű visszatérés a földi életbe, valamely bevégezetlen feladat miatt.

#### A keresztény hit elgondolásai

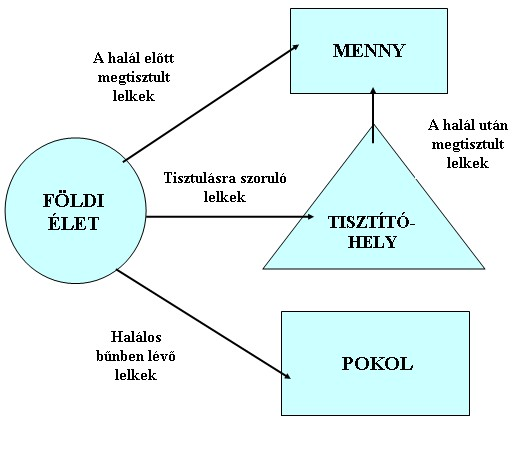
A katolikus keresztény felfogás vázlata a lelkek válogatását illetően tetteik jellegétől és súlyától függően

A keresztény hit szerint az emberek egy életet élnek, majd haláluk után a feltámadás során fizikai valójukból kel ki az összes valaha elhunyt a sírokból, hogy megítéltessék. Jézussal és Máriával vagy Illéssel kapcsolatban viszont azt írja Biblia, hogy közvetlenül jutottak Isten színe elé. Jézus feltámadása előtt 3 napra a pokolba is leszállt a Könyvek Könyve szerint, majd újra megjelent fizikai valójában, bár az Írás szerint alakja már eltért kissé a korábbitól. Érdekes, hogy annak ellenére, hogy a keresztény vallás a lelkek eljövendő feltámadását hirdeti, a keresztény világban elterjedt az a nem hivatalos vélekedés, hogy az elhunyt családtagok, az égből figyelik az élő hozzátartozókat. Nem elhanyagolható a hivatalos keresztény vallás szövegei szerint problematikus szellemek, kísértetek létezése, valamint a katolikus vallásban is jól ismert ördögűzés, ami számos más vallásban is megtalálható. A keresztény hit legfontosabb alapja mégis az attól való félelem, hogy a rossz életet élő személyek a pokolba, a "megigazultak" a mennyországba kerülnek.

##### A Katolikus egyház hivatalos tanítása a halál utáni életről
Az ember halál utáni sorsát a Katolikus dogmatika az eszkatológia tárgyköre alatt tárgyalja. A hivatalos katolikus tanítás közbeeső és végső eszkatológiáról beszél.
Közbeeső eszkatológia:
Az egyén halálától Krisztus második eljövetele, más szóval a világvége közti állapot.
Végső eszkatológia:
Krisztus második eljövetelével valósul meg, a világ végén.
A halálközeli élmények szempontjából számunkra a közbülső eszkatológiáról szóló tanítás ismertetése indokolt:
A keresztény hit értelmében, a szellemi lélek a halál pillanatában elválik a testtől, és „Isten ítélőszéke elé kerül.” A hivatalos Katolikus tanítás kimondja, hogy halála után minden ember külön ítéletben részesül, és kezdetét veszi örök sorsa. Jézus a vele szenvedő jobb latornak (aki bűnbánatot tanúsít, és Isten irgalmát kéri) kimondja: „még ma velem leszel a paradicsomban” (Lk 23,43).
A katolikus tanítás a külön ítéletet követő 3-féle létállapotról beszél: 1.mennyország/paradicsom, 2.pokol, 3.purgatórium/tisztítóhely (mj.: a tisztítóhely fogalom pontatlan, hiszen az egyház egyértelműen állapotról és nem helyről beszél). Meg kell tehát jegyezni, hogy mindhárom esetben állapotról, és nem helyről van szó.
1. Mennyország/paradicsom:
Az üdvösség állapotát a keresztény kultúra több különböző kifejezéssel is illeti, mint pl.: hazatalálás az Atya házába, az Isteni életben való részesülés, de a legismertebb elnevezések a mennyország és a paradicsom fogalmak. Mint azt már fentebb is láthattuk, Jézus a paradicsomot ígéri meg a bűnbánó latornak, mely kifejezés jelen esetben azonos a mennyországgal, vagyis, Isten és az üdvözültek szférájával.
Ez az állapot a teljes tökéletesség állapota, valamint Isten színről színre látása. Mit is jelent ez?
- Isten célhoz vezeti azt, amit teremtett
- Örök élet
- Nincs meg a bűn lehetősége sem, mivel az ember felismeri Istent, mint Legfőbb Jót
- Isten színről színre látása nem fizikai értelemben értett látás, hanem egy bensőséges szeretetkapcsolat Istennel, melyben Isten nem mint tárgy, hanem mint személy jelenik meg, és mely során részesülünk az isteni életben. Így saját személyiségünk is tökéletes lesz.

A zsoltárok könyve örök világosság állapotának is nevezi ezt az állapotot. Valamint a teljes nyugalom állapotaként is szokás emlegetni, ez azonban nem semmittevést fejez ki.
2. Pokol:
A kárhozat állapota, melynek a legszörnyűbb tulajdonsága, hogy örökké tart.
A poklot tűz képével is szokás emlegetni, ez természetesen nem valódi tüzet jelent, hanem a lélek egyfajta gyötrő kínjára utal.
Ez az állapot örök célunk meghiúsulásának állapota. Az Istentől való tudatos elfordulás eredménye. Vagyis tulajdonképpen az örök bűn állapotaként is értelmezhető. Minden itt lévő lélek átéli az Istentől való távolság és a teljes reménytelenség kínját, de ezen felül, bűneiknek megfelelő különböző kínokat is.
Fontos megemlítenünk, egy érdekes mondást, mely szerint: „A pokol kapui belülről vannak bezárva.” Ezen jelképes gondolat arra a keresztény tanításra utal, miszerint, nem a végtelenül irgalmas Isten küldte ezeket a lelkeket a pokolba, hanem ők maguk ítélték el magukat, az által, hogy elutasították Istent.
3. Purgatórium:
Az elnevezés a latin purgo, purgáre kifejezésből ered, melynek jelentése megtisztítani.
Ez az állapot a pokolhoz hasonlít, hiszen itt is megtapasztalják a lelkek az Isten utáni vágyakozásból fakadó szenvedést, és saját egyedi bűneik miatt is szenvednek. Azonban minőségi különbségről beszélhetünk, hiszen az itt lévő lelkeknek van remény, hiszen miután megszabadultak bocsánatos bűneiktől és a bűnös hajlamtól, valamint lerótták a bűnükért járó büntetést a mennyország állapotába jutnak.
Meg kell még említeni, hogy az egyház tanítása kimondja, hogy halál utáni állapotunkat nem földi életünk büntetésének, ill. jutalmának kell tekinteni, hanem az itt elkezdett életünk kiteljesedéséről kell beszélnünk. Tehát az üdvösség, a földön élt kegyelmi élet kiteljesedése.
Valamint szólni kell még arról, hogy a Katolikus egyház hivatalosan tanítja, hogy a földi életüket élő emberek kapcsolatban vannak az üdvözült, valamint a purgatórium állapotában lévő lelkekkel. Azaz, mi imáinkkal, és szentmise bemutatásával közben járhatunk értük, segíthetjük őket az ezen állapotukból való kiszabadulásban. Az üdvözült lelkek, pedig minket tudnak támogatni, közben járhatnak értünk Istennél.

#### Aziszlámhit elgondolásai
Sokatmondó, hogy minden muszlim, irányzattól függetlenül hisz az alábbi hat alaptételben:
1. Hit Istenben, egyedüliségében, és abban, hogy csak ő méltó imádatra (tauhíd)
2. Hit a prófétákban (anbija) és a Küldöttekben (ruszúl)
3. Hit az Isten által leküldött könyvekben (kutub)
4. Hit az angyalokban (maláika)
5. Hit a feltámadásban (kijáma)
6. Hit az elrendelésben (kadar)

A fentebbiekből látható, hogy az iszlám hitű hívők szerint-akárcsak a keresztények hitében-lesz egy végső nap (kijáma), amikor a világ és benne az emberek megítéltetnek és Allahhoz való hitbéli és szívbéli viszonyaik és nem utolsósorban életbeni tetteik alapján megítéltetnek. Alapvetően az iszlám és a keresztény hit alapjai sokkal inkább hasonlítanak egymásra, mint az ókori politeista vagy buddhista, taoista vallások alapjaival. Az iszlám hívők is hisznek az emberi tettek jó/rossz megítélésében és ennek az etikai alapelemnek a fontosságában. Ezen kívül az iszlám hitű emberek a szegények segítését és az adakozást is kötelezőnek tekintik magukra nézve. A muszlimok nem emelik ki a bűnbocsánatot és a gyónás intézménye sem létezik, mivel úgy gondolják, hogy a tett ott és akkor eldőlt, amikor megtörtént.
A két nagy monoteista vallás ágazatai hisznek a végítélet valamilyen formájában, a mennyországban és a pokol valamilyen módosulatában, valamint az egyistenhitben és az emberi cselekedeteknek a túlvilági létre gyakorolt elsőrendű hatásában is.

#### Teozófia,spiritualizmusésNew Agefilozófiák
A "modern", szintézisre törekvő eszmék az ősi miszticista, buddhista és gnosztikus gyökerekhez nyúlnak vissza. A 19. századtól kezdve a paranormális jelenségeket számos kutató vizsgálta, gyűjtötte. Lényegében a jelenség akkor vált tudományosan vizsgálhatóvá, amikor az orvostudomány és a pszichológia elért egy olyan küszöbszintet, hogy a jelenséget ne utalják a mítoszok és a miszticizmus tárgykörébe. A XX-XXI. századi mozgalmak a test és lélek dualizmusát feltételezik, a szellemi létezők elsődlegességével. Koncepciójuk szerint az emberi lelkek a karma törvényszerűségei szerint egyedi, progresszív lélekfejlődési utat járnak be a számtalan, időben egymásra következő életek során. A halálközeli élményeket elgondolásuk egyik bizonyítékának és elméletük szerves részének tekintik. A regressziós hipnózissal együtt a halálközeli élmények képezik az emberi lélek kutatásának 2 tudományosan is megfogható aspektusát. Az elméletben felfedezhető az összes nagyobb filozófiai-vallási rendszer hatása, valamint a modern kori halálközeli élményekről szóló beszámolók hatása is.

## A jelenség kutatása
Az SPR és a Pszichikai Tudományok Főiskolája, Raymond Moody és mások több ezer esetet gyűjtöttek össze az 1960-as évektől kezdve. Jelenleg is aktív kutatások folynak a jelenség organikus okainak megértésére (feltéve, hogy ez a kutatási irány megfelelő egyáltalán). A neuroteológia posztmodern irányzata foglalkozik a hivatalos akadémiai tudomány részéről a jelenséggel.
Az 1990-es években Dr. Rick Strassman folytatott kísérleteket egy pszichedelikus droggal, az Dimethyltryptamin-nal (DMT) az Új Mexikói Egyetemen, aki azt állította, hogy a tobozmirigyből történő nagy mértékű DMT-felszabadulás a halálközeli élményekhez hasonló jelenségeket idéz elő. Kísérletei mindazonáltal nem voltak túl sikeresek, mindössze 2 személy számolt be NDE-hez hasonlítható auráról és hallucinációkról, ugyanakkor néhány eleme az NDE-nek majdnem minden személynél tapasztalható volt. Az elméletet Kinsher elevenítette fel 2006-ban, miszerint az NDE egy olyan nagy mértékű paradoxon az élő szervezet számára, hogy azt nem képesek elfogadni, s ez vált ki egy védelmi mechanizmust.
Valójában eddig a neuroteológiai/neurotanatológiai kísérletek nem tudták megmagyarázni a jelenség feltételezett organikus-biokémiai okait és természetét, mivel nem tudták előidézni a jelenségcsoportot kísérleteik során, ami elengedhetetlen feltétele lenne egyáltalán magának a tudományos kutatás megkezdésének.
1978-ban hozták létre az International Association for Near-Death Studies-t  (A halálközeli élmények vizsgálatának nemzetközi szervezete, angol rövidítéssel: IANDS) Connecticut-ban (USA). Ez a szervezet azóta is gyűjti az emberek beszámolóit a jelenséggel kapcsolatban.
Magyarországon a kortárs kutatók közül megemlítendő a halálközeli élményekkel tudományos igénnyel foglalkozók közül Dr. Piling János neve, aki a Semmelweis Egyetem Magatartástudományi Intézetének munkatársa. Számos írásában foglalkozott a halál, a haldoklás és a halálközeli élmények témájával.
A következő magyar nyelvű írásai, könyvfejezetei olvashatók a témában (nem teljes publikációs lista):
- Pilling János (szerk.) (1999): A halál és a haldoklás kultúrantropológiája. Semmelweis Orvostudományi Egyetem, Budapest;
- P. J. (1999): A halál elő- és utóélete. Halálközeli élmények.;
- P. J. (szerk.) (1999): A halál és a haldoklás kultúrantropológiája. Semmelweis Orvostudományi Egyetem, Budapest, VII/1-14.;
- P. J. (1999): "És az Úr azt mondta nekem" Halálközeli élményt átélt emberek világ- és túlvilágképe.;
- P. J. (szerk.) (1999): A halál és a haldoklás kultúrantropológiája. Semmelweis Orvostudományi Egyetem, Budapest, VIII/1-15.;
- P. J. (1999): A halállal kapcsolatos attitűdök a filozófiában.;
- P. J. (szerk.) (1999): A halál és a haldoklás kultúrantropológiája. Semmelweis Orvostudományi Egyetem, Budapest, IV/1-12.;
- P. J.(1994): A halál elő- és utóélete. Halálközeli élmények.;
- "Halálközelben. A haldokló és a halál méltóságáért." Magyar Hospice Alapítvány, 39-52.;
- P. J. (1998): Halálközeli élményt átélt emberek világ- és túlvilágképe. Kharón - Thanatológiai Szemle, 2 (3): 37-50.;
- M. Topits Judit - P. J. (1997): Meghaltam - és élek. Halálközeli élmények. Kharón, 1 (1): 71-90.;
- P. J. (1997): Élmények a halál közelében. Élet és Tudomány 52 (32): 1011-1013

## Történelmi beszámolók valószínűleg halálközeli élményekről
A zsidó–keresztény apokrif iratoktól (Kr. e. 2. század–Kr. u. 2. század) kezdve nagy számú irodalmi mű (elsősorban középkori krónikák, egyes szentek korabeli életrajza) foglalkozik különböző személyek halálközeli élményeivel, ezeket általában „pokoljárások”-nak, „túlvilági víziók”-nak szokták nevezni. Néhány ilyen híres történet magyar nyelven is elérhető. (Dante kifejezetten szépirodalmi célból megírt eposza, az Isteni színjáték nem tartozik ide.)
Egyes történetek időrendben:
- Nagy Szent Gergely elbeszélése (6. század) IN: Nagy Antal: Hitelemzés példákban I., Budapest, 1876, 448. o
- Amiens-i Szent Salvius (7. század) története IN: Szentek élete az év minden napjára, szerk. Schütz Antal, Szent István Társulat, Budapest (I. köt. 1932. II. köt. 1933, III. köt. 1933, IV. köt. 1933); új kiadás egy kötetbe szerkesztve: Pantheon, Budapest, 1995,  helytelen ISBN kód: 963 225 639 7 , 38. o.
- Drithelmus lovag látomása (7. század) IN: Ráth-Végh István: Tarka históriák, Gondolat Kiadó, Budapest, 1973, 345–361. o.
- egy megtért rablógyilkos látomása (13. század) IN: Assisi Szent Ferenc virágoskertje (Fioretti), ford. Kaposy József, Athenaeum Kiadás, Budapest, é. n. [1930-as évek], 138–147. o.
- egy francia ember látomása 1268-ból IN:  Huszár Károly: Történetekkel felvilágositott egyházi beszédek minden vasár- s ünnepnapra, Székesfehérvár, 1869
- Római Szent Franciska látomása (15. század) IN: Nagy Antal: Hitelemzés példákban I., Budapest, 1876, 449. o
- Emmerich Anna Katalin látomása (19. század) IN: Nagy Antal: Hitelemzés példákban I., Budapest, 1876, 449. o.

Egyéb gyűjtemények hasonló történetekkel:
- Apokalipszisek (szerk. Dörömbözi János, Adamik Tamás), Bp., Telosz, 1997, ISBN 963-8458-15-1, 197 p
- Apokrifek (szerk. Vanyó László), Bp., Szent István Társulat, 1980, ISBN 963-360-110-X, 366 p (2. kiadás: 1988, ISBN 963-360-363-3, 435 p)
- Alice K. Turner: A pokol története, General Press Kiadó, Budapest, é. n. [2007], ISBN 978-963-964-864-7, 356 p
- Jacobus de Voragine: Legenda Aurea (ford. Veszprémi László), Helikon Könyvkiadó, Budapest, 1990, ISBN 963-2080-57-2, 333 p [csak válogatás]
- Herbert Albert J.: Lázár, kelj fel! – Négyszáz halott csodás feltámasztásának története, Ecclesia Kiadó, Budapest, 1995, ISBN 963-363-176-9, 319 p
- Röck Gyula: A misztika története, Pallos Könyvkiadó, Budapest, 1995, 180 p (az 1940-es években megjelent eredeti kiadás reprint kiadása)
- (szerk.) Schütz Antal: Szentek élete az év minden napjára, Pantheon, Budapest, 1995,  helytelen ISBN kód: 963-225-639-7 , 912 p
- Tar Lőrinc pokoljárása – Középkori magyar víziók (Magyar Ritkaságok sorozat), Szépirodalmi Könyvkiadó, 1985, 367 p

## Régi „halottaskönyvek” magyar nyelven
- Abd ar-Rahim ibn Ahmed al-Kádi imám: Az iszlám halottaskönyve: A tűz és a kert – Mohamed próféta tanításai a halál utáni életről, Farkas Lőrinc Imre Könyvkiadó, 2003, ISBN 963-9428-28-0, 208 p
- Az illusztrált egyiptomi halottak könyve – Új fordítás, kommentárral (ford. Tamás Gábor), Gold Book Kft., Debrecen, 2001, ISBN 963-9437-35-2, 144 p
- Perzsa halottaskönyv (Igaz Viráz könyve), Farkas Lőrinc Imre Kiadó, Budapest, 1999, ISBN 9637310436, 176 p
- Dr. Agócs Tamás – Kelényi Béla: Padmaszambhava – Karmalingpa: Tibeti halottaskönyv: A bardó útmutatás nagykönyve. Budapest: Carthaphillus. 2009.  ISBN 9789632661117

## Magyar nyelvű szakirodalom

### Fordítások
- Elisabeth Kübler-Ross: A halál és a hozzá vezető út (Budapest, Gondolat, 1988) ISBN 9632820657
- Elisabeth Kübler-Ross: A halál mint ragyogó kezdet (Budapest, Bioenergetic, cop. 2006) ISBN 9639569925
- Elisabeth Kübler-Ross: Élet-leckék (Budapest, Vigilia, 2002) ISBN 9637964649
- Elisabeth Kübler-Ross: Éretté válni a halálra (Kecskemét, Korda, 2002) ISBN 9639332542
- Gloria Polo Ortiz: Akit villámcsapás ért – Beszámoló a túlvilágról (Marana Tha 2000 Alapítvány, Budapest, é. n.) ISBN 9789639281813
- Raymond A. Moody: Élet az élet után (Ecclesia Kiadó, Budapest, 1983) ISBN 9633639174
- Kenneth Ring: Halálközeli élmények (Édesvíz Kiadó, 1994) ISBN 9638290773
- George G. Ritchie: Visszatérés a holnapból (Ecclesia Kiadó, Budapest, 1989) ISBN 9633639603 (elektronikus elérés: http://mek.oszk.hu/00100/00113/00113.htm)

### Eredeti művek
- Árvai Attila: Halálközeli élmények magyar földön (Miskolc, Gazdász nyomda, 1997) ISBN 963-550-432-2
- Árvai Attila: Interjú a halállal (Budapest, Universal Hungary, 2004) ISBN 963-204-499-1
- Bartus Antalné: Halálközeli élmények a kézírás tükrében – A klinikai halál állapotából visszatért, halálközeli élményt átélt emberek tapasztalatainak és kézírásának vizsgálata, (Budapest, Medicina, 2008) ISBN 978-963-226-173-7
- R. Kárpáti Péter: Élet az élet után – Halálközeli élmények Magyarországon I-II. (Budapest, Kossuth, 2014/2015) ISBN 9789630979863, ISBN 978-963-09-8313-6
- R. Kárpáti Péter: Halálközeli élmények (Magánkiadás)  helytelen ISBN kód: 978-515-00-2825-5

## Angol nyelvű források
- American Psychiatric Association (1994) Diagnostic and Statistical Manual of Mental Disorders, fourth edition. Washington, D.C.: American Psychiatric Association (Code V62.89, Religious or Spiritual Problem).
- P.M.H. Atwater|Atwater, P.M.H. (2007) "The Big Book of Near-Death Experiences: The Ultimate Guide to What Happens When We Die". Hampton Roads Publishing. ISBN 978-1571745477
- Susan Blackmore (1993) Dying to live: Science and Near-Death Experiences. London: Harper Collins. ISBN 978-0879758707
- Blanke, Olaf; Ortigue, Stéphanie; Landis, Theodor; Seeck, Margitta (2002) Stimulating illusory own-body perceptions. The part of the brain that can induce out-of-body experiences has been located. Nature, Vol. 419, 19 September 2002
- Britton WB & Bootzin RR. (2004) Near-death experiences and the temporal lobe. Psychol Sci. Apr;15(4):254-8. PubMed abstract PMID 15043643
- Carey, Stephen S. (2004) A Beginner's Guide to Scientific Method. Third Edition. Toronto: Thomson Wadsworth
- Cook, Emily Williams; Greyson, Bruce; Stevenson, Ian (1998) Do Any Near-Death Experiences Provide Evidence for the Survival of Human Personality after Death? Relevant Features and Illustrative Case Reports
- Cowan, J. D. (1982) Spontaneous symmetry breaking in large-scale nervous activity. International Journal of Quantum Chemistry, 22, 1059-1082.
- Delog Dawa Drolma: Delog - Journey to realms beyond death, Publisher: Padma Publishing (March 1, 1995), ISBN 1881847055 (10), ISBN 978-1881847052 (13)
- Dovel, Matthew: - My Last Breath, two near-death experiences by one man, a heavenly experience and a hellish experience comparison, Publisher: PublishAmerica (November, 2003), ISBN 1413701949 (10), ISBN 978-1413701944 (13)
- Engmann, Birk (2014) Near-Death Experiences. Heavenly Insight or Human Illusion? Springer International Publishing. ISBN 978-3-319-03727-1
- Father Rose, Seraphim (1980) The Soul after Death. Saint Herman Press, ISBN 0-938635-14-X
- Greyson, Bruce (1983) The Near-Death Experience Scale: Construction, reliability, and validity. Journal of Nervous and Mental Disease, 171, 369-375.
- Greyson, B. (1983) The near-death experience scale. Construction, reliability, and validity. Journal of Nervous and Mental Disease, Jun;171(6):369-75.
- Greyson B. (1997) The near-death experience as a focus of clinical attention. Journal of Nervous and Mental Disease. May;185(5):327-34. PubMed abstract PMID 9171810
- Greyson, B. (2000) Some neuropsychological correlates of the physio-kundalini syndrome. Journal of Transpersonal Psychology, 32, 123-134.
- Greyson, Bruce (2003) Near-Death Experiences in a Psychiatric Outpatient Clinic Population. Psychiatric Services, December, Vol. 54 No. 12. The American Psychiatric Association
- Greyson, Bruce & Bush, Nancy E. (1992) Distressing near-death experiences. Psychiatry, Feb;55(1):95-110.
- IANDS. IANDS: The International Association for Near-Death Studies. Printable Brochure. Available at www.iands.org
- Jansen, Karl L. R. (1995) Using ketamine to induce the near-death experience: mechanism of action and therapeutic potential. Yearbook for Ethnomedicine and the Study of Consciousness (Jahrbuch furr Ethnomedizin und Bewubtseinsforschung) Issue 4 pp55–81.
- Jansen, Karl L. R. (1997) The Ketamine Model of the Near Death Experience: A central role for the NMDA Receptor. Journal of Near-Death Studies Vol. 16, No.1
- Kelly EW. (2001) Near-death experiences with reports of meeting deceased people. Death Stud. Apr-May;25(3):229-49
- Lange R, Greyson B, Houran J. (2004) A Rasch scaling validation of a 'core' near-death experience. British Journal of Psychology, Volume: 95 Part: 2 Page: 161-177
- Lukoff, David, Lu, Francis G. & Turner, Robert P. (1998) From Spiritual Emergency to Spiritual Problem - The Transpersonal Roots of the New DSM-IV Category. Journal of Humanistic Psychology, 38(2), 21-50
- Martens PR. (1994) Near-death-experiences in out-of-hospital cardiac arrest survivors. Meaningful phenomena or just fantasy of death? Resuscitation. Mar;27(2):171-5. PubMed abstract PMID 8029538
- Morse M, Castillo P, Venecia D, Milstein J, Tyler DC. (1986) Childhood near-death experiences. American Journal of Diseases of Children, Nov;140(11):1110-4.
- Morse M., Conner D. and Tyler D. (1985) Near-Death Experiences in a pediatric population. A preliminary report, American Journal of Disease of Children, n. 139 PubMed abstract PMID 4003364
- Morse, Melvin (1990) Closer to the Light: Learning From the Near-Death Experiences of Children. New York: Villard books
- Morse, Melvin & Perry, Paul (1992) Transformed by the Light. New York: Villard books
- Moody, R. (1975) Life After Life: The Investigation of a Phenomenon - Survival of Bodily Death. New York: Bantam
- Moody, R. (1977) Reflections on Life After Life: More Important Discoveries In The Ongoing Investigation Of Survival Of Life After Bodily Death. New York: Bantam
- Moody, R. (1999) The Last Laugh: A New Philosophy of Near-Death Experiences, Apparitions, and the Paranormal. Hampton Roads Publishing Company
- Mullens, K. (1992) Returned From The Other Side. Publ. Kenneth G. Mullens
- Mullens, K. (1995) Visions From The Other Side. Publ. Kenneth G. Mullens
- Nelson, Kevin  (2010) The Spiritual Doorway in the Brain ISBN 978-0525951889 pp. 336. USA
- Orne RM. (1995) The meaning of survival: the early aftermath of a near-death experience. Research in Nursing & Health. 1995 Jun;18(3):239-47. PubMed abstract PMID 7754094
- Parnia S, Waller DG, Yeates R, Fenwick P (2001) A qualitative and quantitative study of the incidence, features and aetiology of near death experiences in cardiac arrest survivors. Resuscitation. Feb;48(2):149-56. PubMed abstract PMID 11426476
- Peake, Anthony (2006) "Is There Life After Death?" (Chartwell Books in USA & Arcturus in UK)
- Pinchbeck, Daniel (2002) Breaking Open the Head: A Psychedelic Journey into the Heart of Contemporary Shamanism. Broadway Books, trade paperback, 322 pages
- Pravda (2004) Reanimators try to grasp the afterlife mystery. Pravda article 21.12.2004. (Article translated by: Maria Gousseva)
- Raaby et al. (2005) Beyond the Deathbed.
- Rapini, Mary Jo with Harper, Mary (2006) "Is God Pink? Dying to Heal". Baltimore:Publish America. www.maryjorapini.com
- Rivas T. (2003). The Survivalist Interpretation of Recent Studies into the Near-Death Experience. Journal of Religion and Psychical Research, 26, 1, 27-31.
- Rodrigues, Linda Andrade (2004) Ex-atheist describes near-death experience. Standard Times, Page C4, January 31, 2004
- Sabom, Michael (1998) Light & Death: One Doctor's Fascinating Account of Near-Death Experiences. Grand Rapids, Michigan: Zondervan Publishing House
- Simpson SM. (2001) Near death experience: a concept analysis as applied to nursing. Journal of Advanced Nursing. Nov;36(4):520-6. PubMed abstract PMID 11703546
- Rick Strassman, DMT: The Spirit Molecule: A Doctor's Revolutionary Research into the Biology of Near-Death and Mysticism|Mystical Experiences, 320 pages, Park Street Press, 2001, ISBN 0-89281-927-8
- Thomas, Shawn (2004) Agmatine and Near-Death Experiences. Article published at www.neurotransmitter.net
- Kinseher Richard (2008), "Verborgene Wurzeln des Glücks - selbstbeobachtbare Gehirnfunktion." BoD, ISBN 978-3-8334-7378-4, German Language, (A new theory: During a Near-Death-Experience, a person can observe the scan of the own episodic memory. These stored experiences are then judged by the topical intellect.)
- Tulku Thondup: Peaceful Death, Joyful Rebirth: A Tibetan Buddhist Guidebook with a CD of Guided Meditations, Publisher: Shambhala; Pap/Com edition (December 12, 2006), ISBN 1590303857 (10), ISBN 978-1590303856 (13)